# Chronik von Arbela
Die Chronik von Arbela ist ein syrisches Geschichtswerk, das die Geschichte der Christen in der Adiabene (etwa das heutige irakische Gouvernement Erbil) behandelt.
Als Autor wird Mesiha-Zeha angegeben, doch ist dies umstritten. Auch ist die Abfassungszeit unsicher. In der Forschung wird der Zeitraum vom 6. bis 11. Jahrhundert diskutiert. Die Chronik ist nicht vollständig erhalten, deckte aber einst einen Zeitraum von ca. 100 bis etwa 550 n. Chr. ab.
Die Chronik ist eine wertvolle Quelle zur Geschichte dieser Region, nicht nur zum Christentum, sondern auch etwa zum Sassanidenreich. Der Wahrheitsgehalt vieler Angaben ist jedoch oftmals nur schwer überprüfbar. In der Chronik wird auch (wenigstens indirekt) der Suprematieanspruch des Bischofs von Rom über die gesamte Christenheit bestritten, was teils zu heftigen Anfeindungen durch einige katholische Theologen führte.
Der Text der Chronik von Arbela wurde erst 1907 von Alphonse Mingana entdeckt, der das Werk auch mit einer französischen Übersetzung publizierte, wobei er dabei wohl aber nicht sehr gewissenhaft verfuhr. So stimmen Teile des Editionstextes nicht mit dem Text der nach Berlin verkauften (angeblich einzigen) Handschrift überein. Mingana wurde denn sogar vorgeworfen, die Chronik ge- oder verfälscht zu haben. Die Diskussion um die Echtheit der Chronik hält bis heute an, eine Einigung konnte bisher nicht erzielt werden.
Allerdings ist einer der besten Kenner der syrischen Literatur, Sebastian Brock, der Meinung, dass es sich nicht unbedingt um eine Fälschung handeln muss, andererseits wies er auch auf die Problematik der Chronik an sich hin, da viele der dort enthaltenen Informationen seiner Ansicht nach nicht historisch seien. Peter Kawerau verteidigte die Authentizität der Chronik und führte dabei an, dass sie Informationen enthält, die ansonsten nur aus einer sassanidischen Inschrift bei Bischapur bekannt sind, die aber erst 1935/1936, also lange nach der Publikation durch Mingana, entdeckt wurde. Kawerau ist auch der Ansicht, dass die Chronik mehr zuverlässige Informationen enthält, als bislang angenommen.